# Sylvie Gasteau
Sylvie Gasteau est une artiste et auteure sonore. Depuis 1999, elle produit régulièrement des essais radiophoniques sur France Culture, tout en œuvrant dans le théâtre et la musique.

## Radiophonie
- Louise ou les Feux de l'Amour, Surpris par la nuit, France Culture, septembre 1999[1]
- Au passage des mères, Surpris par la nuit, France Culture, diffusion le 5 septembre 2000[2]
- Recherche Don Quichotte, désespérément, documentaire-fiction en 25 épisodes diffusé sur France Culture à l'été 2001[3].
- Les Grandes Histoires d'Yvette, série en 25 épisodes diffusée sur France Culture à l'été 2005[4]
- John Wayne et les trois kids, Surpris par la nuit, France Culture, diffusion le 13 mars 2007[5]
- Au creux d'Emile, Surpris par la nuit, France Culture, diffusion le 14 septembre 2007
- L'Abécédaire de la désobéissance, Surpris par la nuit, France Culture, diffusion le 19 décembre 2008[6]
- Jacques Livchine à la fête, Surpris par la nuit, France Culture, diffusion le 28 mai 2009
- Ainsi parlait la chanson, l'Atelier de la Création, France Culture, diffusion le 25 décembre 2012[7],[8].
- Variations Martin Luther King around the dream, l'Atelier de la Création, France Culture, diffusion le 30 janvier 2014[9]
- Âme te souvient-il, l'Atelier de la Création, France Culture, diffusion le 5 novembre 2014[10],[11]
- Anne de Jongh, la rebelle à la licorne, Création On Air, France Culture, diffusion le 8 septembre 2016[12]. Nommée aux Phonurgia Nova Awards 2017 dans la catégorie « Arts de la Parole »[13]
- Il vécut enfant et fit beaucoup d'heureux, Création On Air, France Culture, diffusion le 30 août 2017[14],[15].
- Au tribunal des mots, Création On Air, France Culture, diffusion le 30 septembre 2018[16].
- La peur des hommes. Etude d'une femme sur la peur des hommes, l'Expérience, France Culture, diffusion le 27 décembre 2020[17].
- Une idée géniale de bleu, fantaisie en cécité, l'Expérience, France Culture, diffusion le 19 mars 2023[18].
- Pioche, vache étoile,  l'Expérience, France Culture, diffusion le 25 janvier 2025[19].
- Jacques Livchine, metteur en songes, À voix nue, France Culture, diffusion du 2 au 6 juin 2025[20].

## Discographie
- Vivaldi Universel [Saison 5], Christophe Monniot (composition), Emil Spanyi (composition) et Sylvie Gasteau (livret), Cristal Records, 2009[21].
- Jericho Sinfonia, Christophe Monniot (composition) & Sylvie Gasteau (livret), avec le Grand Orchestre du Tricot, Ayler Records, 2018[22].

- Six Migrant Pieces, Christophe Monniot (composition) & Sylvie Gasteau (sonographie), avec Jozef Dumoulin, Aymeric Avice, Nelson Veyras, Nguyên Lê, Bruno Chevillon, Franck Vaillant  –  Le Triton, 2024[23]

## Distinctions
- Grand prix Paul-Gilson 2000 du documentaire, pour Louise ou les Feux de l'Amour[24].
- Prix SCAM de la Découverte Sonore 2001, pour Au passage des mères[25].
- Bourse à l'écriture SCAM Brouillon d'un rêve « Radio et podcast » 2001, pour Recherche Don Quichotte[26].
- Award de bronze aux New York Radio Festivals 2015 dans la catégorie Culture and the Arts, pour les Variations Martin Luther King[27].